# Tom Devriendt
Tom Devriendt (* 29. října 1991) je belgický profesionální silniční cyklista jezdící za UCI ProTeam Q36.5 Pro Cycling Team.

## Hlavní výsledky
2011
vítěz Dwars door de Antwerpse Kempen
2013
3. místo Grote Prijs Stad Geel
2014
3. místo Omloop van het Waasland
2015
3. místo Grand Prix Pino Cerami
2016
6. místo Eschborn–Frankfurt
Tour de Picardie
8. místo celkově
2017
vítěz Omloop van het Houtland
3. místo Binche–Chimay–Binche
7. místo Paříž–Bourges
2018
7. místo Great War Remembrance Race
2019
Kolem Rakouska
vítěz 2. etapy
5. místo Grote Prijs Stad Zottegem
2021
4. místo Grote Prijs Jef Scherens
8. místo Trofeo Alcúdia – Port d'Alcúdia
2022
4. místo Paříž–Roubaix
6. místo Schaal Sels
7. místo Dwars door het Hageland